# DFI (Unternehmen)
DFI ist ein taiwanischer Hardwarehersteller von Mainboards. Das Unternehmen wurde 1981 von Y. C. Lu gegründet und ist seitdem zu einem etablierten Unternehmen der IT-Branche geworden. DFI steht eigentlich für Diamond Flower Inc., verwendet wird aus Marketinggründen aber auch die Bezeichnung Design for Innovation.

## Geschichte
Internationale Bekanntheit und diverse Auszeichnungen erreichte das Unternehmen vor allem durch die Lanparty Series, welche besonders für Case Modder und zum Übertakten entwickelt wurde. Grafikkarten hat DFI noch nicht veröffentlicht, obwohl die Firma sie zu ihrem Produktbereich zählt.
Eine weitere Produktreihe war die Infinity Series, die sich ebenfalls zum Übertakten eignete. Benchmarks ergaben häufig eine gute Performance der Mainboards (siehe Weblinks). Im Jahr 1987 wurde eine Zweigstelle in New Jersey eröffnet, im Jahr 2000 kam eine Zweigstelle in Rotterdam hinzu und 2002 eine Niederlassung in Tokio.
Beginn der Entwicklung eingebetteter Produktgestaltung und -fertigung
2010 gab DFI das Geschäft mit Consumer-Motherboards auf und konzentrierte sich auf die Produktion von Komponenten für Industrie-PCs. Zugleich erfolgte die Markteinführung ARM-basierter Platinen. Seit 2014 gibt es eine Zweigstelle in Shenzhen. Im Jahr 2017 schloss sich DFI mit der Qisda/BenQ-Gruppe zusammen. Im Herbst 2019 beschloss das Unternehmen, ein Joint Venture mit der  Ace Pillar Co. einzugehen.

## Auszeichnungen
- Auszeichnung als einer der 10 besten Motherboard-Hersteller im CNR-Magazin (1996–1998)
- 2003 Editors’ Choice Award im PC Magazine
- 2014 Computex d&I Award, Red Star Design Award und Golden Pin Design Award